# Alcide Curie-Seimbres
 (novembre 2008).
Si vous disposez d'ouvrages ou d'articles de référence ou si vous connaissez des sites web de qualité traitant du thème abordé ici, merci de compléter l'article en donnant les références utiles à sa vérifiabilité et en les liant à la section « Notes et références ».
Alcide Curie-Seimbres, né le 18 septembre 1815 à Trie-sur-Baïse (Hautes-Pyrénées) où il est mort le 14 août 1885, est un avocat, historien des  villes médiévales.

## Biographie
Il fait en 1837 ses débuts d'avocat à la Cour d'Appel de Pau. 
Son père, Louis Curie-Seimbres, fut juge de paix, élu du canton, puis maire de Trie pendant 32 ans. Il fit construire, sur la Baïse, le magnifique pont de pierre à une seule arche, en voûte. 
À partir du 22 juillet 1850, jour de son mariage avec Louise Bonnecarrère, Alcide Curie-Seimbres décide de s'adonner exclusivement aux occupations favorites de son « esprit ». La nature de ses occupations, ses correspondances avec le monde savant, ses articles dans les journaux et les revues laissaient présager ses publications prochaines. Il obtint la réintégration, dans les archives départementales des Hautes-Pyrénées, de très nombreux documents qui en avaient été détournés au profit de la bibliothèque du séminaire d'Auch. C'est à partir de 1862, qu'Alcide Curie-Seimbres fit paraître ses ouvrages. 
À partir du 4 septembre 1870, il devint maire de Trie-sur-Baïse. Il rendit possible l'établissement de fontaines publiques et fit reconstruire le chœur de l'église paroissiale qui n'avait jamais été terminé. 
En 1875, il a le malheur de perdre sa femme, ce qui va l'assombrir tout le restant de sa vie. Une maladie implacable s'étant déclarée (affection cardiaque), Alcide Curie-Seimbres décède le 14 août 1885.

## Publications
- (fr) Alcide Curie-Seimbres, Essai sur les villes fondées dans le sud-ouest de la France aux XIIIe et XIVe siècles sous le nom générique de bastides, Toulouse, 1880, 424 p.